# Městský dům čp. 213 (Andělská Hora)
Městský dům čp. 213 stojí na katastrálním území Andělská Hora ve Slezsku a je zapsán do Ústředního seznamu kulturních památek ČR.

## Historie
Městský dům byl postaven v druhé polovině 18. století.

## Popis
Městský dům je barokní zděná omítnutá patrová budova na půdorysu obdélníku s mansardovou střechou, která je kryta eternitem. Hlavní římsa je profilovaná. Nároží pohledově od cesty jsou zaoblená. Obdélná okna v líci jsou dělená na šest tabulí. Vchod má klasicistní dveře, které jsou členěny do obdélných polí, zdobených kosočtverci a rozetami.
V interiéru je zachována původní dispozice. V přízemí je valeně zaklenuta chodba a místnost má trámový strop. V patře jsou čtyři místnosti, v největší místnosti je štukový terč.